# Carpoxylon macrospermum
Espèce
Classification phylogénétique
Statut de conservation UICN

 CR  : 
En danger critique
Carpoxylon macrospermum est une espèce de plantes du genre Carpoxylon de la famille des Arecaceae.